# 정진욱 (축구 선수)
정진욱(1997년 5월 28일 ~ )는 대한민국의 축구 선수로, 포지션은 골키퍼이다. 현재 K리그2 충북 청주 FC 소속이다.